# Bernau bei Berlin
Bernau bei Berlin es un municipio del distrito de Barnim, en Brandeburgo (Alemania).

## Historia
Excavaciones arqueológicas prueban que había pobladores en el área alrededor del 8800 a. C. Se menciona por primera vez a la ciudad en 1232, desconociéndose las razones de su fundación.
Bernau tuvo su boom de crecimiento luego de la Guerra de los Treinta Años. Una extensa pared defensiva, la puerta de la ciudad y otras estructuras son reliquias de esa época, que ayudaron a Bernau a defenderse exitosamente de ataques. Luego de la plaga y la guerra Bernau terminó pobre y desolado. Federico I de Prusia estableció 25 familias hugonotes en 1699.
En 1842 se abrió una línea ferroviaria. Uno de los primeros trenes eléctricos suburbanos en el mundo comenzó a operar en 1924. Esta línea de la Berlin S-Bahn conectó Bernau con Stettiner Bahnhof (hoy Berlin Nordbahnhof) en Berlín. La Allgemeiner Deutscher Gewerkschaftsbund (ADGB), una confederación de sindicatos de comercio alemanes, abrió su escuela en 1930.

## Demografía
- Desarrollo de la población en los actuales límites (Línea azul: Habitantes -- Línea de puntos: Comparación con el desarrollo de Brandenburgo; Fondo gris: Período del gobierno nazi -- Fondo Rojo: Época communista)
- Tendencias actuales (línea azul) y previsiones de la población

## Ciudades hermanas
- Champigny-sur-Marne, Francia
- Meckenheim, Alemania
- Skwierzyna, Polonia